# Worth (Missouri)
Worth – wieś w Stanach Zjednoczonych, w stanie Missouri, w hrabstwie Worth.